# Hydroniscus vitjazi
Hydroniscus vitjazi är en kräftdjursart som beskrevs av Yakov Avadievich Birstein1963. Hydroniscus vitjazi ingår i släktet Hydroniscus och familjen Haploniscidae. Inga underarter finns listade i Catalogue of Life.